# Liste de villes de Grenade
Le tableau suivant liste les principales villes de Grenade selon leurs populations.
| Rang | Nom           | Cens.1991 | Est.2004 | Région                         |
| ---- | ------------- | --------- | -------- | ------------------------------ |
| 1    | Saint-Georges | 4 520     | 4 330    | Saint Georges                  |
| 2    | Gouyave       | 3 070     | 3 378    | Saint John                     |
| 3    | Grenville     | 2 250     | 2 476    | Saint Andrew                   |
| 4    | Victoria      | 2 050     | 2 256    | Saint Patrick                  |
| 5    | Saint David   | 1 200     | 1 321    | Saint David                    |
| 6    | Sauteurs      | 1 200     | 1 320    | Saint Mark                     |
| 7    | Hillsborough  | 700       | 770      | Carriacou et Petite Martinique |

## Sources
- (en) « Wolfram/Alpha : Making the world’s knowledge computable », sur wolframalpha.com (consulté le 2 mars 2024)